# Umbria
Umbria Közép-Olaszország egyik régiója. Lakosainak száma 904 904, területe 8456 km² (ebből 6334 km² Perugia megye, 2122 km² Terni megye területe). Az egyetlen olyan olasz régió, amely nem szárazföldi vagy tengeri határon fekszik. Északon Marchéval, nyugaton és északnyugaton Toszkánával, délen és délkeleten Lazióval határos. Marche területén található egy umbriai exklávé, amely közigazgatásilag Città di Castellóhoz tartozik. A régió székhelye Perugia. A régió nyelve az ún. közép-olasz nyelv.

## Földrajza
Umbria területe túlnyomórészt dombság (63%) és hegység (31%), és csak 6%-a síkság. Morfológiája ennek megfelelően változatos.

## Közigazgatás

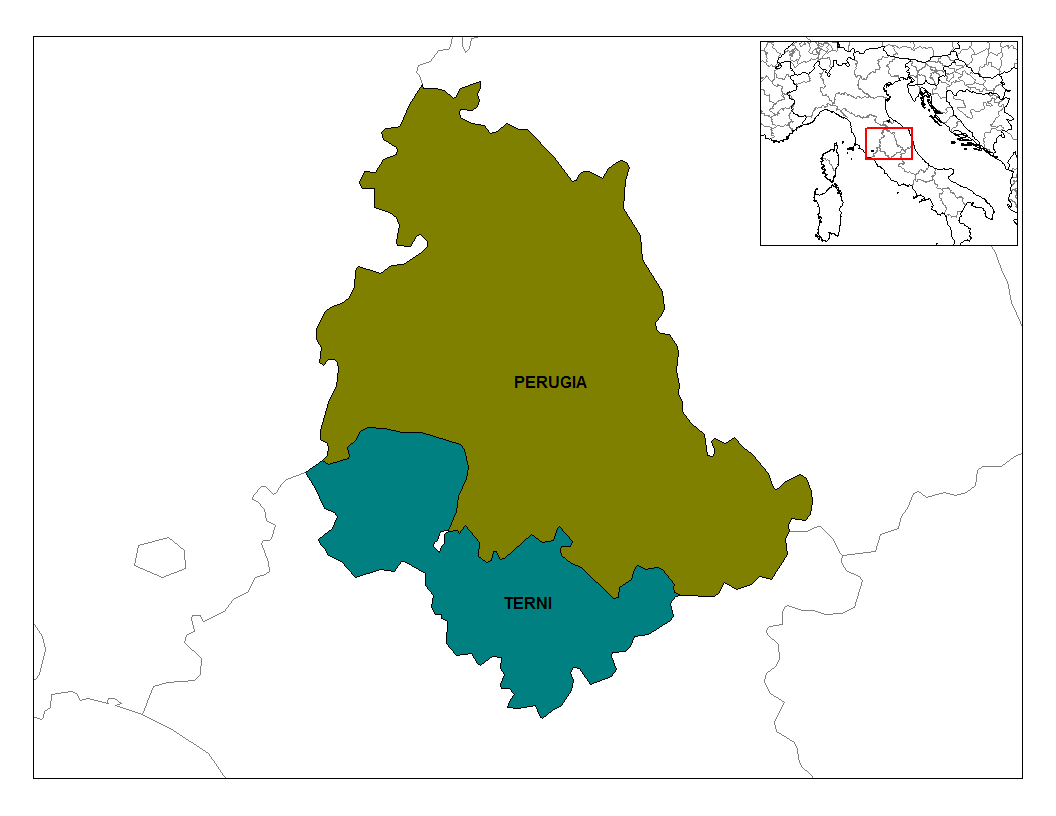
Umbria megyéi

Umbria két megyére (provincia) oszlik:
- Perugia megye (Provincia di Perugia), közigazgatási székhelye Perugia
- Terni megye (Provincia di Terni), közigazgatási székhelye Terni

## Népesség
Legnépesebb városai
| Címer         | Város                  | Lakosság (fő) | Terület (km²) |
| ------------- | ---------------------- | ------------- | ------------- |
|               | Perugia (PG)           | 162 565       | 449           |
|               | Terni (TR)             | 109 816       | 211           |
|               | Foligno (PG)           | 53 818        | 263,7         |
|               | Città di Castello (PG) | 39 492        | 387           |
| nem érhető el | Spoleto (PG)           | 38 563        | 349           |
|               | Gubbio (PG)            | 32 542        | 525           |
|               | Assisi (PG)            | 26 196        | 186           |
|               | Orvieto (TR)           | 20 841        | 281           |
| nem érhető el | Bastia Umbra (PG)      | 20 760        | 27,6          |
|               | Narni (TR)             | 20 212        | 197           |

## Világörökségi helyszín
- Assisi, a Szent Ferenc Bazilika és egyéb ferences épületek

## Testvérvárosai az alábbiak
- Makád, Magyarország
- Tököl, Magyarország

## Galéria

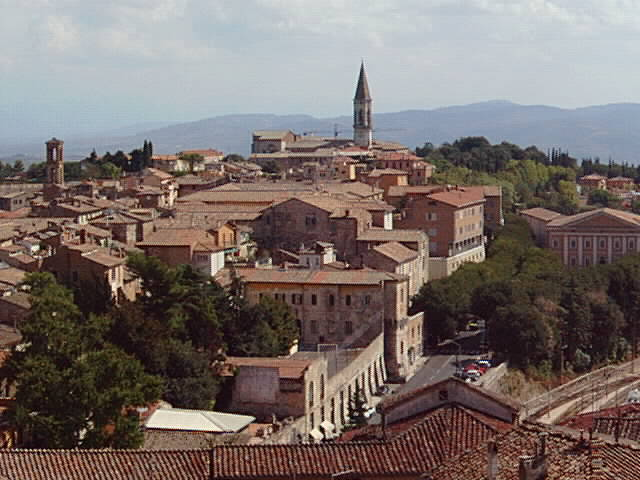
Perugia
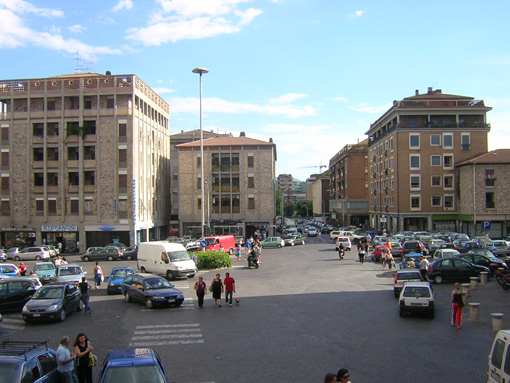
Terni
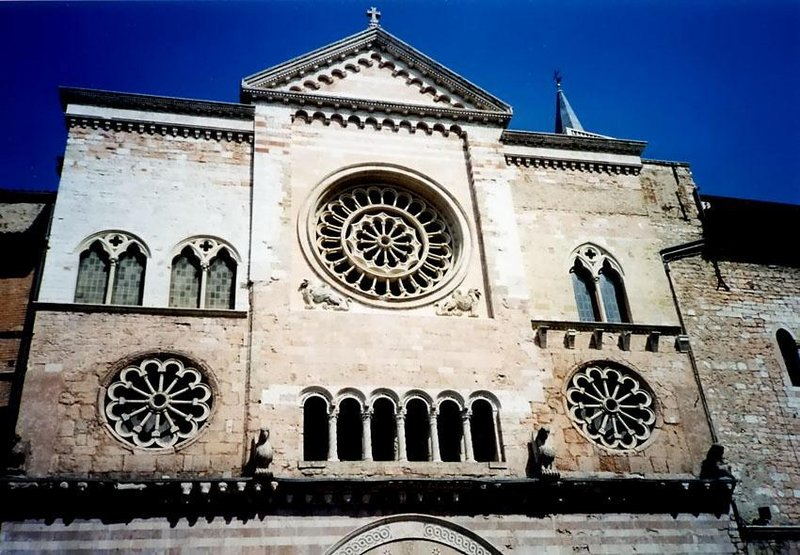
Foligno
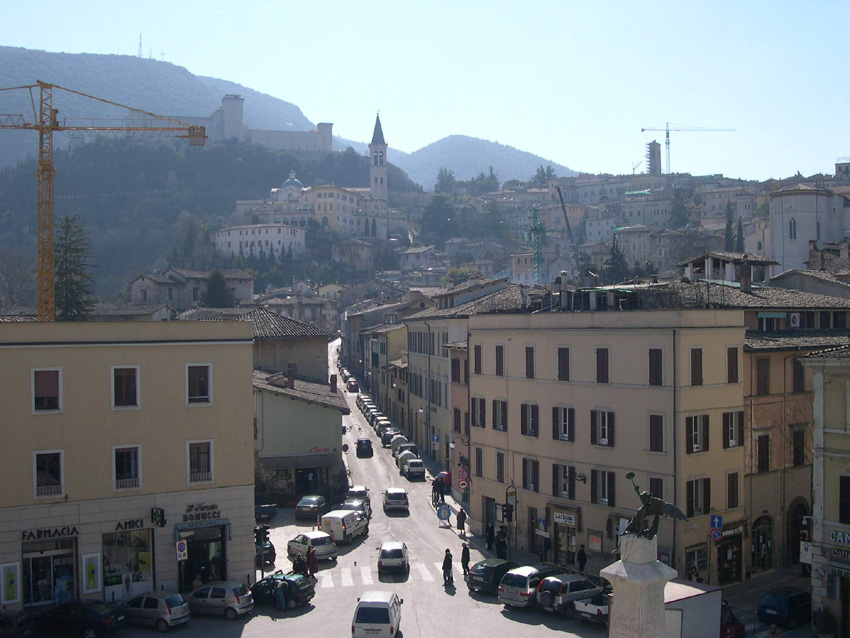
Spoleto

## Fordítás
- Ez a szócikk részben vagy egészben  az   Umbria című olasz Wikipédia-szócikk fordításán alapul.  Az eredeti cikk szerkesztőit annak laptörténete sorolja fel. Ez a jelzés csupán a megfogalmazás eredetét és a szerzői jogokat jelzi, nem szolgál a cikkben szereplő információk forrásmegjelöléseként.